# Přerov nad Labem
Přerov nad Labem (en allemand : Prerow an der Elbe ou Alt Prerau an der Elbe) est une commune du district de Nymburk, dans la région de Bohême-Centrale, en République tchèque. Sa population s'élevait à 1 217 habitants en 2020.

## Géographie
Přerov nad Labem se trouve sur la rive gauche de l'Elbe, à 5 km au sud de Lysá nad Labem, à 16 km à l'est-nord-est de Nymburk, à 29 km au sud de Mladá Boleslav et à 30 km à l'est-nord-est du centre de Prague.
La commune est limitée par l'Elbe et Lysá nad Labem au nord, par Semice à l'est, par Starý Vestec, Bříství et Mochov au sud, et par Čelákovice à l'ouest.

## Histoire
La première mention écrite de la localité date de 993.

## Patrimoine
- Écomusée de Přerov nad Labem regroupe 32 bâtiments présentant l'habitat traditionnel et différents aspects de la vie rurale.
- Château de Přerov nad Labem

## Personnalités
- Tomáš Skuhravý (né en 1965), joueur de football

## Photogalerie

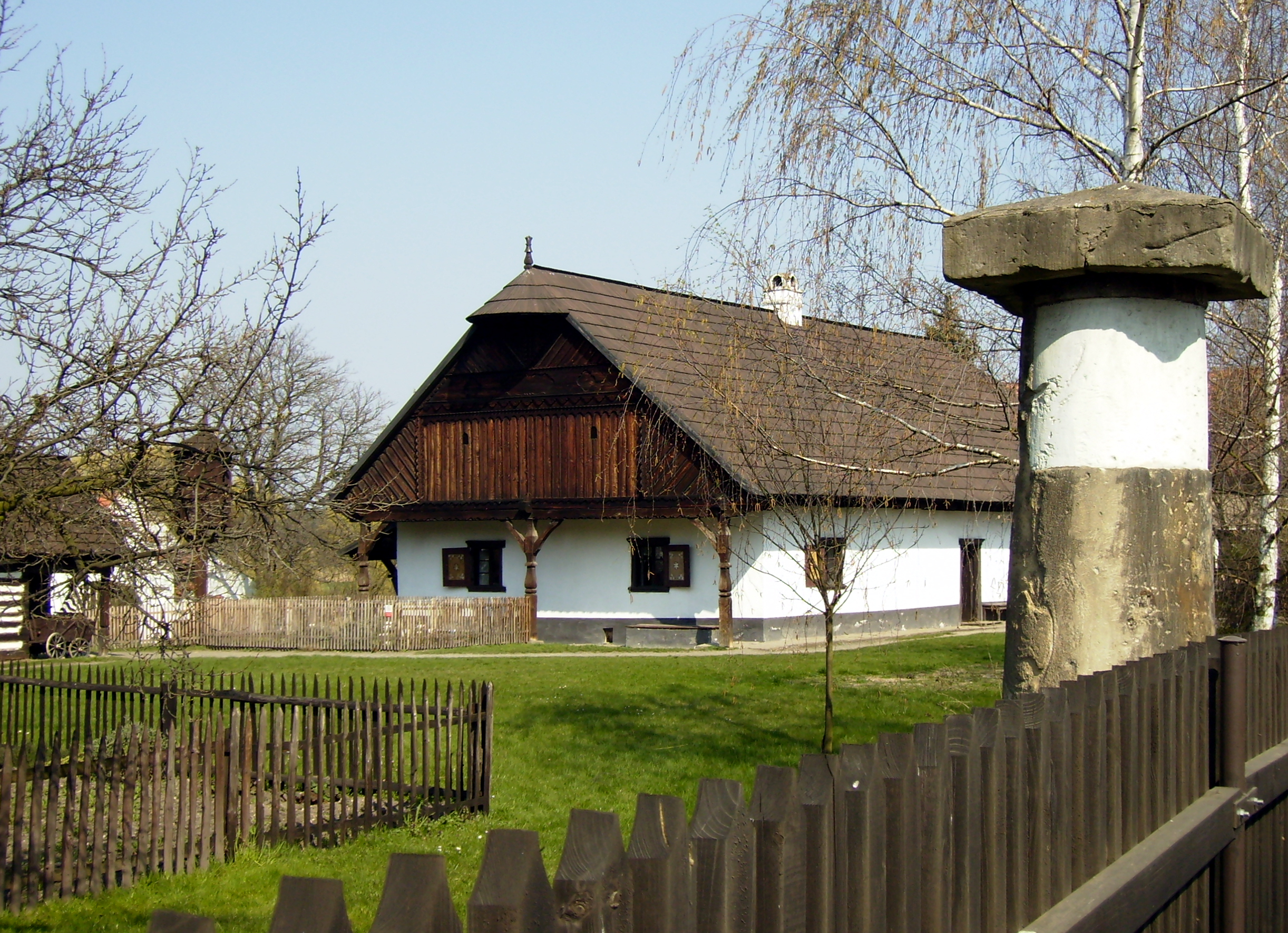
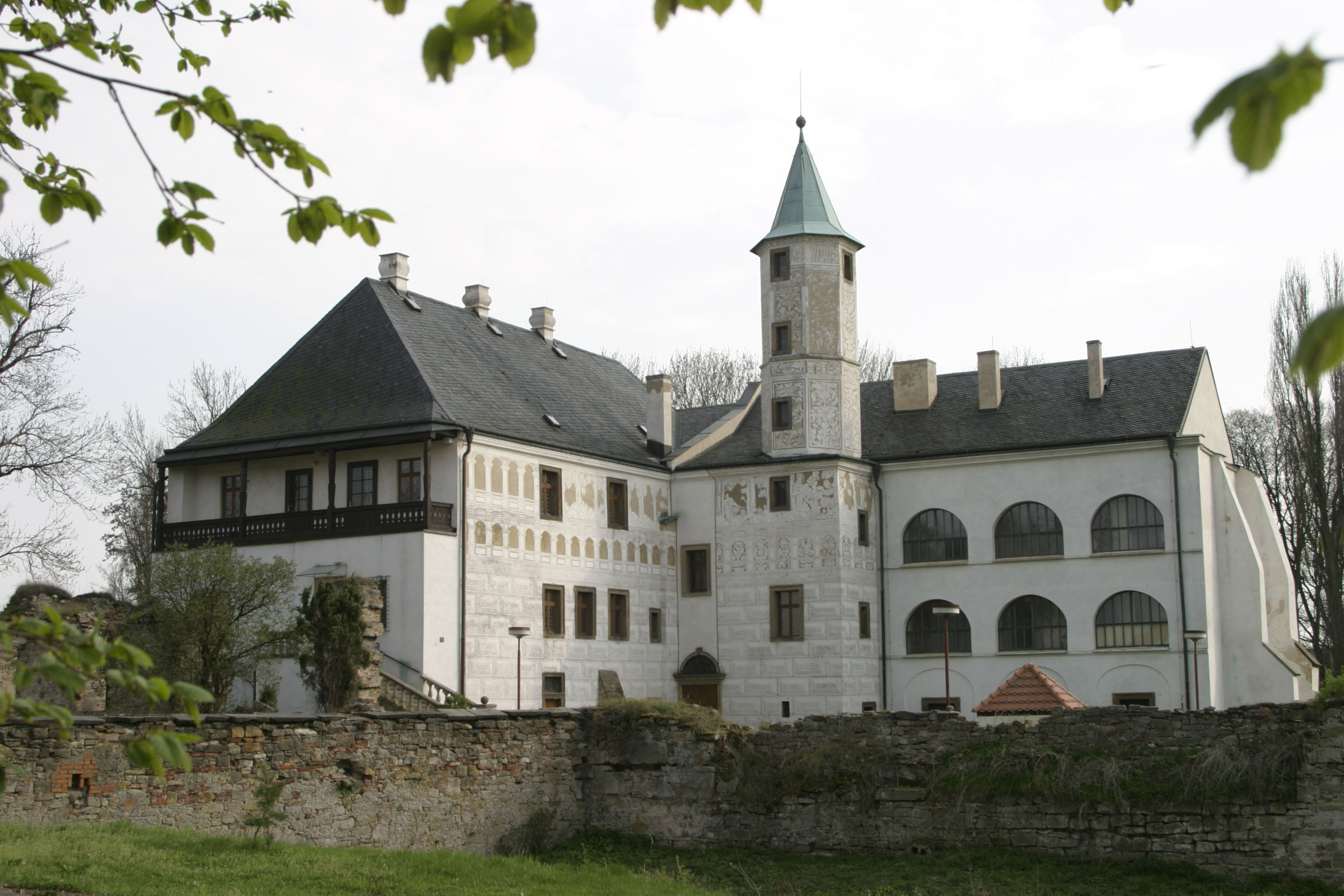
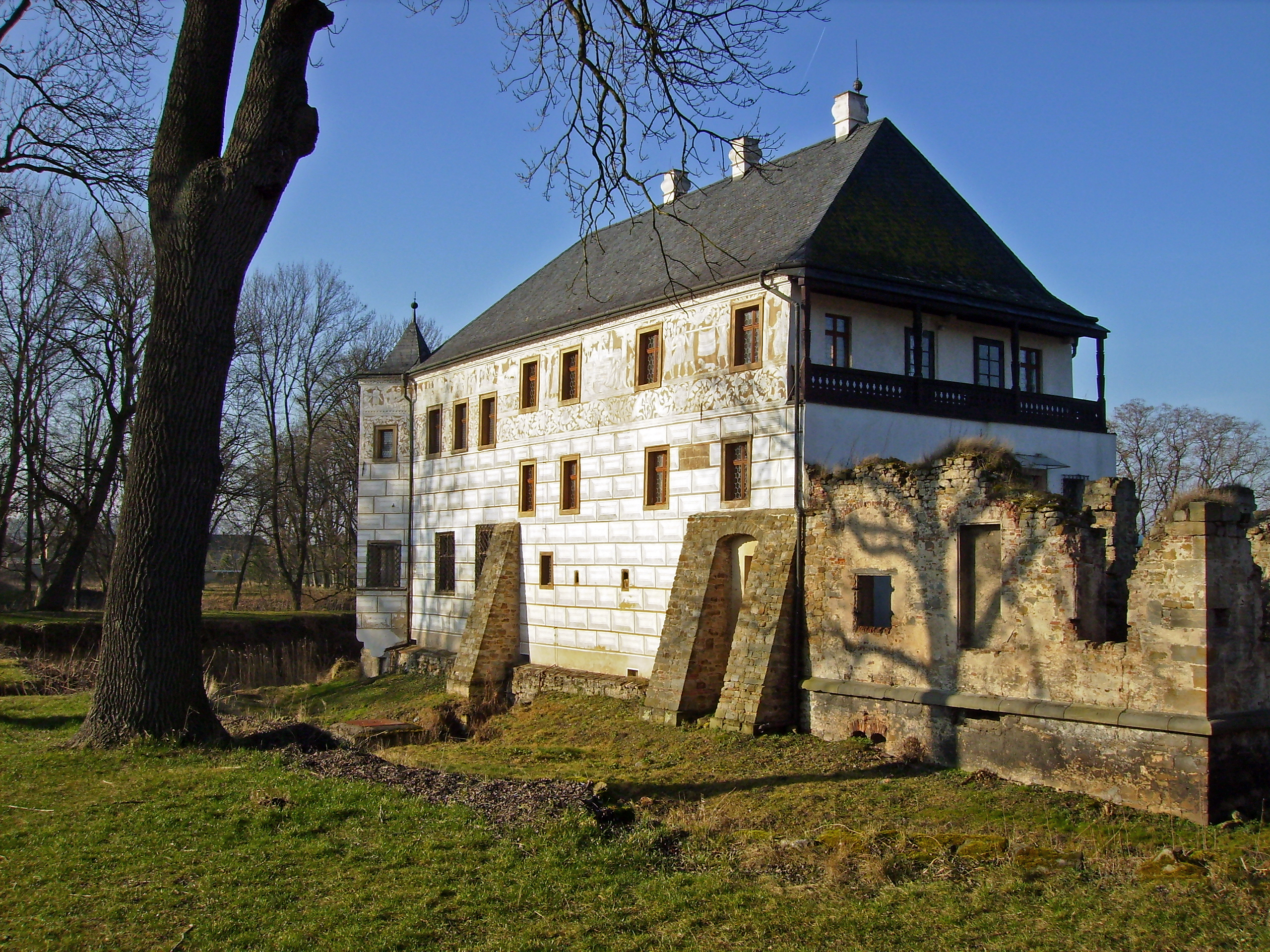
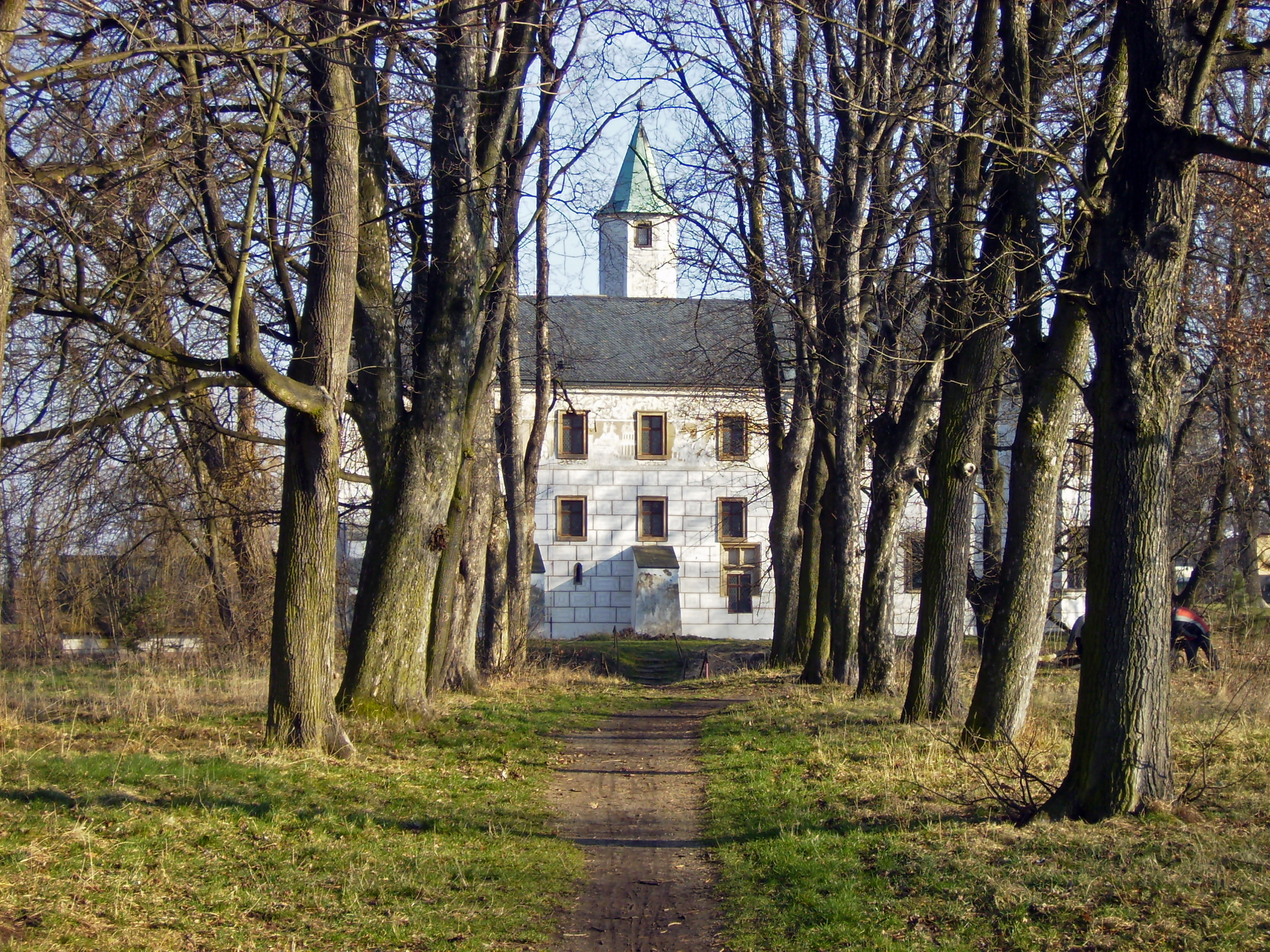
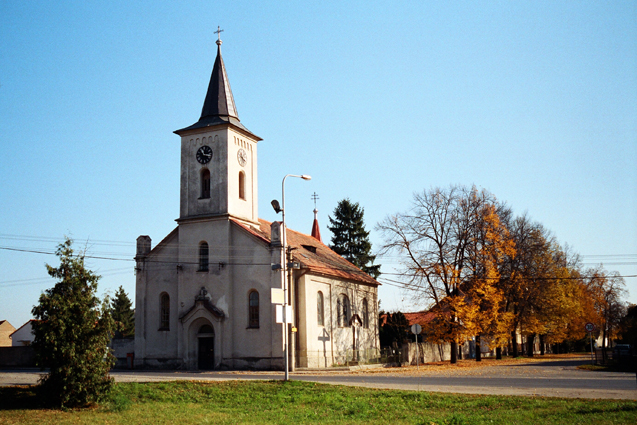
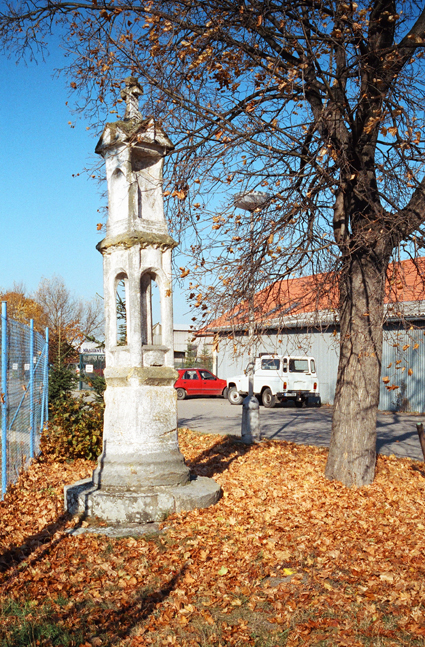
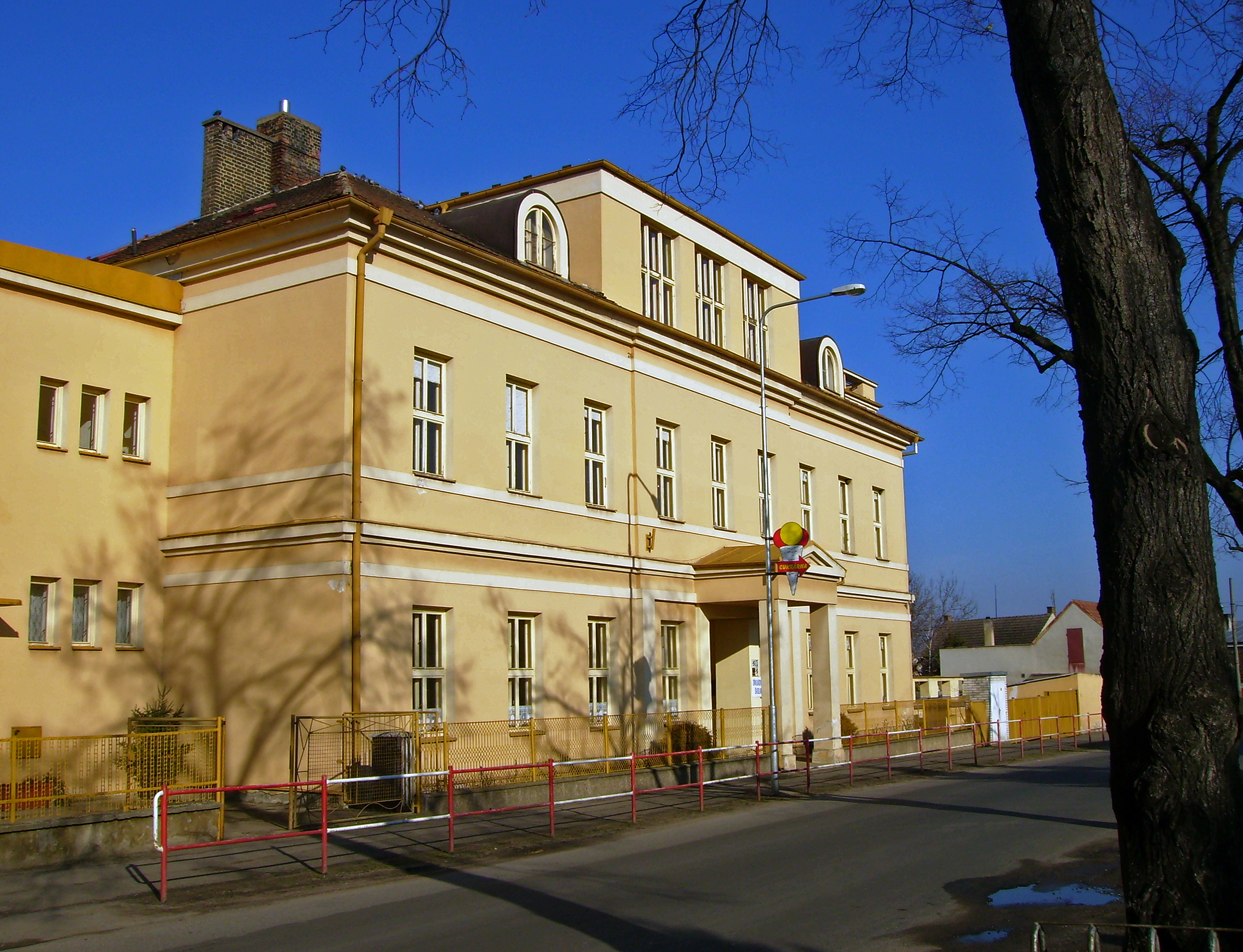